# معتز زمزمی
معتز زمزمی (انگلیسی: Moataz Zemzemi؛ زادهٔ ۷ اوت ۱۹۹۹) بازیکن فوتبال اهل تونس است.
از باشگاه‌هایی که در آن بازی کرده‌است می‌توان به باشگاه فوتبال استراسبورگ اشاره کرد.
وی همچنین در تیم ملی فوتبال تونس بازی کرده‌است.